# Carl af Danmark
|  | Denne artikel omhandler Christian 5.'s søn Prins Carl af Danmark. Artiklen om Frederik 8.'s søn Prins Carl af Danmark ligger under navnet Haakon 7. af Norge |
Prins Carl af Danmark (26. oktober 1680 – 8. juni 1729) var en dansk prins, der var søn af Christian 5. og dronning Charlotte Amalie, og således en yngre broder til kong Frederik 4.

## Opvækst
Prins Carl blev født den 26. oktober 1680 på Københavns Slot som fjerde søn af kong Christian 5. i hans ægteskab med Charlotte Amalie af Hessen-Kassel. Han havde i sin barndom den senere statsminister Johan Georg Holstein som hofmester, og tillige havde gehejmeråd Christian Siegfried von Plessen tilsyn med opdragelsen. I 1696 afløstes Holstein i sin stilling af greve Carl Ahlefeldt. Da alle disse personer havde en tysk baggrund, var tysk forventeligt også udgangspunktet for undervisningen, og først senere blev prinsens danskkundskaber dyrket. I en instruks af 1696 fra Christian 5. til greve Ahlefeldt hedder det, at som afløsning af den tyske bibel skulle fra nu af den danske bibel gennemgås. Et kapitel af denne skulle læses morgen og aften og oversættes på latin, ligesom der tidligere var blevet oversat på dette sprog fra tysk. Fra nu af skulle konfessionarius kun tale dansk og latin med prinsen. Men tysk vedblev dog hele livet at være det sprog, der lå Carl nærmest, ligesom det var tilfældet med storebroderen Frederik 4.
Da prinsen allerede som barn var sygelig, blev han 1696 sendt på en udlandsrejse til sydligere, varme egne. Længst opholdt han sig i Montpellier, men han besøgte også de vigtigste byer i Italien. Han skulle, hed det i instruksen på hans rejse, så vidt mulig undgå hofferne og hovedstæderne, hvor opholdet hverken kunne gavne hans studier eller religiøsitet. Efter cirka fire års rejse kom han hjem til Danmark i april 1699.

## Kongens bror – godsejeren
Prins Carl fik 1703 overladt Jægerspris Gods på livstid af storebroderen Frederik 4. Efter moderen arvede han ved hendes død i 1714 Vemmetofte og Højstrup på Sjælland samt Charlottenborg Slot i København, foruden nogle mindre ejendomme. Han havde desuden et lyststed, den såkaldte "Prinsens Have", ved København uden for Nørreport. Stedet er senere bekendt under navnet "Blågård", et navn der stadig lever videre i Blågårds Plads på Nørrebro.
Prins Carl tog aldrig del i regeringen eller statens førelse. Han var 1701 valgt til koadjutor i stiftet Lübeck og var 1705 udnævnt til biskop der; en stilling han dog måtte give afkald på mod et årligt pengevederlag fra England og Holland. Derimod tilbragte han sit liv som en stilfærdig godsejer. Han var en ret ubetydelig mand, men godmodig. Han hjalp gerne sine bønder og var ivrig for at fremme undervisningen iblandt dem. Dertil var han from og synes at være præget af tidens nye åndsbevægelse, pietismen. Så længe hans helbred tillod ham det, holdt han af jagt og ridning, og han havde en kostbar stald. Også syslede han efter tidens mode så småt med guldmagerkunsten.

## Familiestridigheder
Da Frederik 4. lod Anna Sophie Reventlow krone til dronning i 1721, kom det til brud imellem brødrene, og fra nu af tog prins Carl tillige med sin 3 år ældre søster prinsesse Sophie Hedevig fast ophold på Vemmetofte, hvor de udfoldede et forholdsvis rigt og kostbart hofliv. Prins Carl havde en hofstat på 47 personer; prinsessen en på 23. At der endog til daglig brug kun spistes på sølv, er en selvfølge. Iblandt deres nærmeste var den senere minister Carl Adolph von Plessen, der mere var en trofast ven end hofembedsmand. Han galt for at have så meget at sige over prins Carl, at Frederik 4. en dag, da han så dem komme, udbrød: "Der kommer Prins Pless med min Broder Carl". Carl var dog for godmodig en natur til at kunne fastholde sin vrede mod sin kongelige broder, og han nedlod sig endog til at stå fadder til et af Anna Sophies børn med kongen. Imidlertid var hans sygelighed med årene blevet stadig større. Han døde knap 49 år gammel den 8. juni 1729 på Vemmetofte og blev begravet i Roskilde Domkirke. Han var ugift.
Hans hovedarving var søsteren Prinsesse Sophie Hedevig.